# 嘉平 (前赵)
嘉平（311年六月-315年二月）是十六国时期前赵政权汉昭武帝刘聪的第二个年号，共计5年。
嘉平五年三月改元建元元年。

## 纪年
| 嘉平 | 元年  | 二年  | 三年  | 四年  | 五年  |
| ---- | ----- | ----- | ----- | ----- | ----- |
| 公元 | 311年 | 312年 | 313年 | 314年 | 315年 |
| 干支 | 辛未  | 壬申  | 癸酉  | 甲戌  | 乙亥  |

## 参看
- 中国年号索引
- 其他时期使用的嘉平年号
- 同期存在的其他政权年号
  - 永嘉（307年-313年四月）：西晋皇帝晋怀帝的年号
  - 建兴（313年四月-317年三月）：西晋皇帝晋愍帝的年号
  - 玉衡（311年-334年）：成汉政权李雄的年号

| 前一年號： 光兴 | 漢趙年号 嘉平 | 下一年號： 建元 |